# Dora Vallier
 (mai 2017).
Si vous disposez d'ouvrages ou d'articles de référence ou si vous connaissez des sites web de qualité traitant du thème abordé ici, merci de compléter l'article en donnant les références utiles à sa vérifiabilité et en les liant à la section « Notes et références ».
Dora Ouvalieva, née à Sofia en 1921, et morte à Paris en 1997, est une historienne de l'art moderne. Elle quitte la Bulgarie en 1950 et s'installe à Paris.

## Carrière
Elle étudie l'art byzantin et soutient sa thèse à l'université de Padoue. Arrivée en France en 1950, elle rencontre Christian Zervos, grâce auquel elle commence sa carrière de critique d'art. Elle commence sa carrière en 1953 en rejoignant les éditions Cahiers d'art, prenant la succession de Jacques Dupin. C'est ainsi qu'elle rencontre Georges Braque, Picasso et de nombreux grands artistes du XXe siècle.
Elle étudie notamment le travail de Serge Poliakoff, de Jacques Villon et particulièrement celui du Douanier Rousseau, dont elle est une spécialiste reconnue. Les éditions Flammarion publient ainsi en 1963 une importante monographie de Dora Vallier consacrée à Henri Rousseau. À partir de cette date, elle s'éloigne de Christian Zervos mais elle conservera de son étroite collaboration avec lui la ligne directrice de ses réflexions : la figuration post-abstraite, qu'elle défendra toute sa carrière.
En 1967, elle publie aux éditions Pluriel L'Art Abstrait. Le livre retrace l'histoire de l'abstraction, son apparition dans la peinture et la sculpture. À travers Kandinsky, Mondrian et Malévitch, Dora Vallier met en lumière la rigueur et l'importance de ce courant qui dépasse la figuration. Plus généralement, elle propose une introduction très documentée et illustrée sur l'art du XXe siècle.
En 2013, ses travaux ont été présentés dans le cadre d'une exposition au musée Zervos à Vézelay.
Du 18 octobre 2013 au 23 février 2014, l'exposition au musée d'art moderne de Paris consacrée à Serge Poliakoff met à l'honneur ses études sur le peintre.
Au cours de sa carrière, elle aura publié de nombreux catalogues et collaboré à de nombreuses revues comme L'Œil, XXe siècle ou encore la revue américaine Arts news and reviews.

### Publications
- 1958 : Carnet inédit de Fernand Léger, Paris: Éditions "Cahiers d'art"
- 1959 : Serge Poliakoff, Paris: Éditions "Cahiers d'art" , 1959
- 1961 : Henri Rousseau, Paris: Flammarion
- 1963 : Histoire de la peinture, 1870-1940, Bruxelles: Éditions de la Connaissance
- 1964 : Géula Dagan - Rythmes de la nature, Paris : Éditions Galerie Pierre Domec
- 1967 : L'Art abstrait (1967)
- 1970 : Tout l'œuvre peint de Henri Rousseau, Paris: Flammarion
- 1976 : Repères, la peinture en France, début et fin d'un système visuel, 1870-1970, Venise : Alfieri et Lacroix
- 1982 : Braque, l'œuvre gravé, (1982)
- 1982 : L’intérieur de l’art. Entretiens Braque, Léger, Miro, Brancusi, Seuil, collection Pierres vives (éditeur Denis Roche), 1982.
- 1982 : Chemins d’approche - Vieira da Silva (Éditions Galilée)
- 1986 : Art, anti-art et non-art, Caen : l'Échoppe
- 1989 : Du noir au blanc, les couleurs dans la peinture, Caen : l'Échoppe

## Bibliophilie
- Dora Vallier, Dix eaux-fortes originales de Biserka Gall, éditions Galerie Lia Grambihler, Paris, 1971.